# Allobates melanolaemus
Allobates melanolaemus е вид земноводно от семейство Aromobatidae.

## Разпространение
Видът е разпространен в Перу.